# Жабченко, Анатолий Григорьевич
Анатолий Григорьевич Жабченко — советский деятель госбезопасности, генерал-майор.

## Биография
Родился в 1928 году в Киеве. Член КПСС.
Окончил электромеханический факультет Одесского высшего мореходного училища.
В 1951—1952 гг. — инженер-электромеханик пароходства «Совтанкер», «Черноморпроекта».
В 1952—1956 гг. — инженер 2-го отделения отдела правительственной связи, оперуполномоченный 3-го отделения 2-го отдела 5-го Управления МВД УССР.
В 1956—1964 гг. — разведчик-нелегал.
В 1964—1967 гг. — заместитель начальника 1-го отдела 1-го Управления КГБ при СМ Украинской ССР.
В 1967—1973 гг. — начальник УКГБ Украинской ССР по Закарпатской области.
В 1973—1988 гг. — начальник УКГБ Украинской ССР по Полтавской области.
Делегат XXV съезда КПСС.
Умер в 1992 году в Киеве.

## Награды
- Орден Красной Звезды (дважды)
- Орден Знак Почёта